# Parasynaptopsis cuprifulgens
Parasynaptopsis cuprifulgens is een keversoort uit de familie bladrolkevers (Attelabidae). De wetenschappelijke naam van de soort werd in 1942 gepubliceerd door Eduard Voss.